# Periasteridae
De Periasteridae zijn een familie van uitgestorven zee-egels (Echinoidea) uit de orde Spatangoida.

## Geslachten
- Periaster d'Orbigny, 1854 †